# 데이브 에번스
데이브 에번스(Dave Evans, 1953년 7월 20일 ~ )는 오스트레일리아의 가수로, 1973년부터 1974년까지 록 밴드 AC/DC의 초대 리드 싱어를 맡은았다.